# Dance Love Pop
Albums de Agnes Carlsson
"Stronger"
(2006)
Singles
Dance Love Pop est le 3e album studio de la chanteuse suédoise Agnes Carlsson.

## Liste des chansons

### Édition standard
1. "Release Me"
2. "On and On"
3. "Love Me Senseless"
4. "How Do You Know"
5. "I Need You Now"
6. "Look At Me Now"
7. "Don't Pull Your Love Out"
8. "Open Up Your Eyes"
9. "Sometimes I Forget"
10. "Big Blue Wall"

### Édition Collector
12. "Réalise (Release Me) (Radio Edit)" 
   
13. "On and On (On se donne)" 
  
14. "Release Me (Acoustic Version)"

15. "On and On (Acoustic Version)"  
 
16. "Release Me (Acoustic Version P3 Live Session)"  

17. "I Need You Now (International Version)"   

18. "You Rain"   

19. "On and on (Video)"

### Édition "Love Love Love"
11. "Love Love Love"

12. "Love Love Love (Version longue)"

13. "On and On (Anotha Ding-an Be-an Version)"

14. "On and On (Remixé par The Void)"

15. "On and On (Version acoustique)"

16. "Release Me (Remixé par Pio Radio)"

17. "Release Me (Version acoustique)"

18. "On and On (Clip vidéo)"

19. "Release Me (Clip vidéo)"

### Pistes bonus (Version française)
3. "Love Love Love"

12. "Réalise (Release Me)"

13. "Release Me (Version acoustique)"

14. "On and On (Version acoustique)"

## Charts
| Chart (2008-2009)      | Meilleure position | Certification |
| ---------------------- | ------------------ | ------------- |
| Allemagne              | 68                 | —             |
| Autriche               | 70                 | —             |
| France                 | 38                 | Argent        |
| France Téléchargements | 43                 | —             |
| Pologne                | 14                 | —             |
| Suède                  | 5                  | Platine       |
| Suisse                 | 44                 | —             |